# ويليام جي. كومبز
ويليام جي. كومبز هو سياسي أمريكي، ولد في 24 ديسمبر 1833 في جوردن في الولايات المتحدة، وتوفي في 12 يناير 1922 في بروكلين في الولايات المتحدة. نشط حزبياً في الحزب الديمقراطي. وقد انتخب عضو مجلس النواب الأمريكي ‏.